# Adalard de Tours
Pour les articles homonymes, voir Adalard.
Adalard de Tours (ou Adalald) est le 51e évêque de Tours, avec rang d'archevêque, de 875 à 890.

## Biographie
Adalard et son frère Raino, évêque d'Angers (881-906), tous deux nés vers 840-845, sont les fils du comte Vivien de Tours avec leur frère Ragnold, comte du Maine. Ils sont les oncles d'Adelais de Buzançais.